# دایناودیو
دایناودیو (انگلیسی: Dynaudio) شرکت الکترونیک دانمارکی است، که در سال ۱۹۷۷ تأسیس شد.